# Frank Eugene

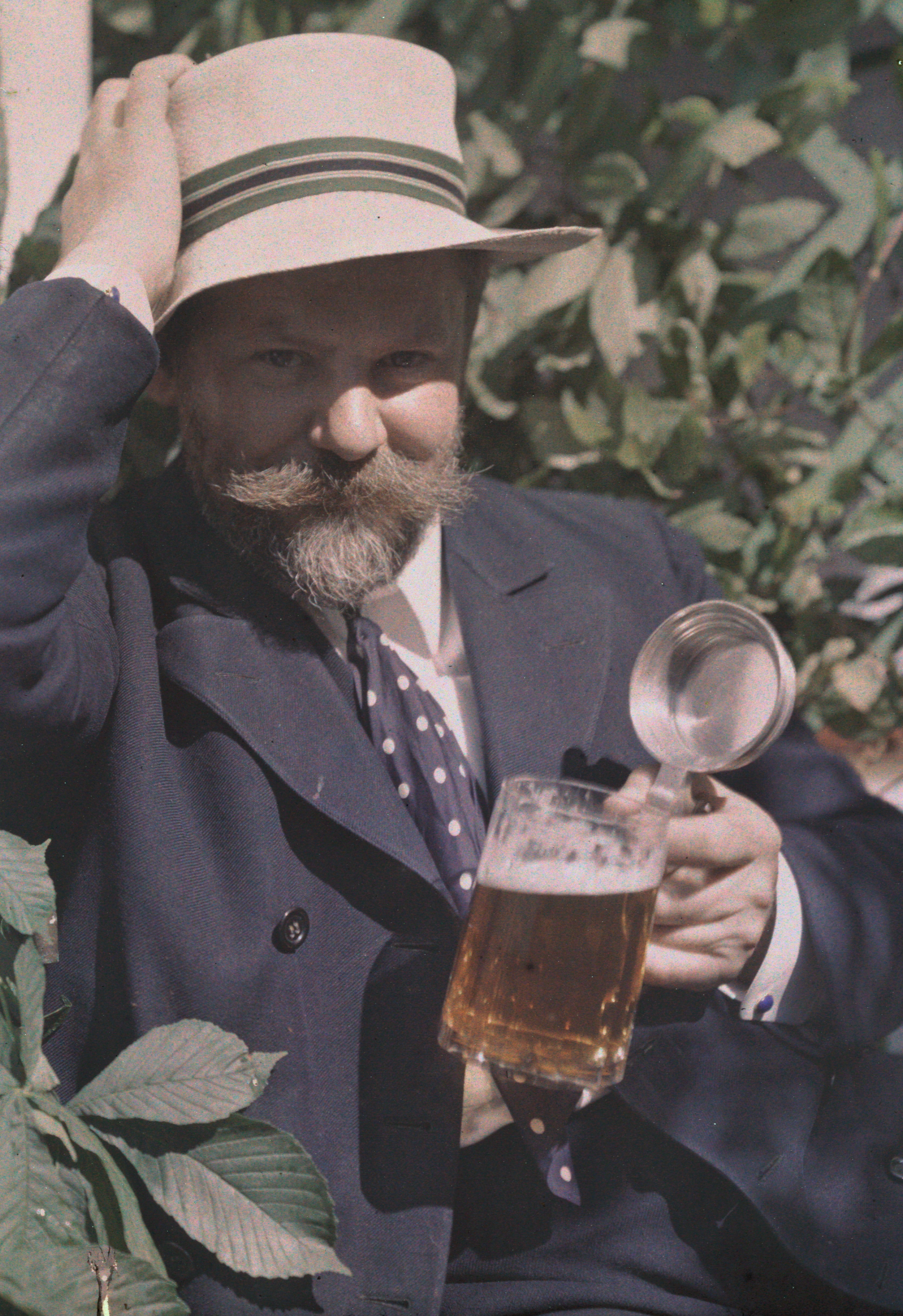
Alfred Stieglitz: Autochrom von Frank Eugene, 1907

Frank Eugene Smith (* 19. September 1865 in New York; † 16. Dezember 1936 in München) war ein amerikanisch-deutscher Fotograf, Maler und Radierer. Eugene wird zu den Piktorialisten gezählt und gilt als bedeutender Vertreter der künstlerischen Fotografie des Fin de siècle.

## Leben

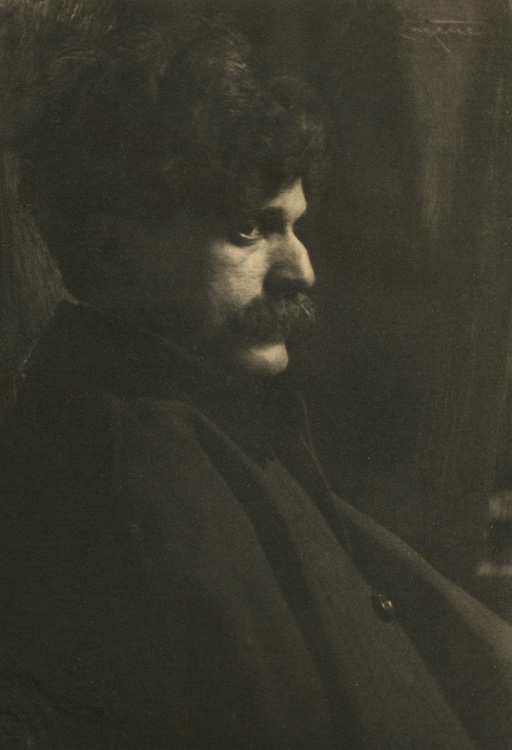
Frank Eugene: Mr. Alfred Stieglitz (1909)

Eugene studierte 1886 an der Akademie der Bildenden Künste München. Während der Studienzeit begann er sich für das Medium Fotografie zu interessieren. Im Jahr 1889 hatte er seine erste Einzelausstellung im Camera Club von Alfred Stieglitz. Kritiker bezeichneten seine Bilder als „unfotografische Fotografien“. 1894 schloss er sein Studium ab und kehrte nach New York zurück, wo er für einige Jahre als Bühnenbildner und Porträtmaler arbeitete und sich auf die Darstellung bekannter Theaterschauspieler spezialisierte. Ab 1900 war er wieder in Deutschland und engagierte sich in der Kunstfotografie. 1902 gründete er gemeinsam mit Alfred Stieglitz und Edward Steichen die Photo-Secession in New York.

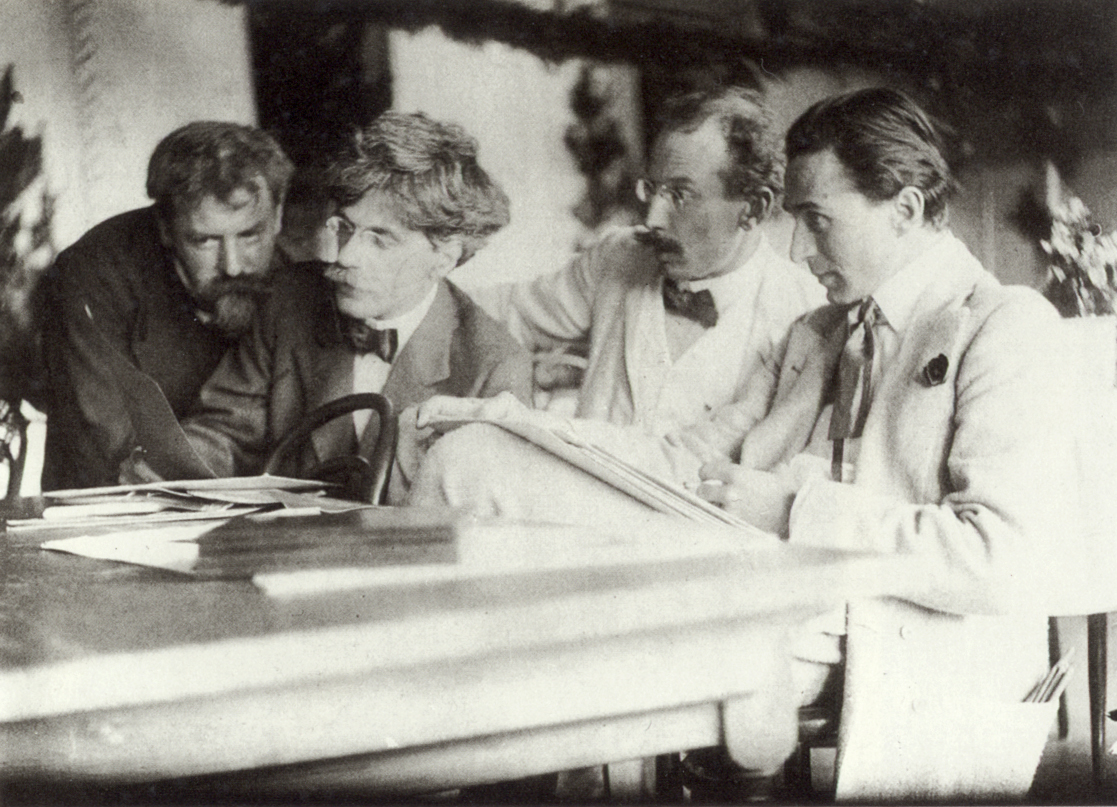
Frank Eugene: Eugene, Stieglitz, Kühn und Steichen bewundern ein Werk von Eugene, um 1907

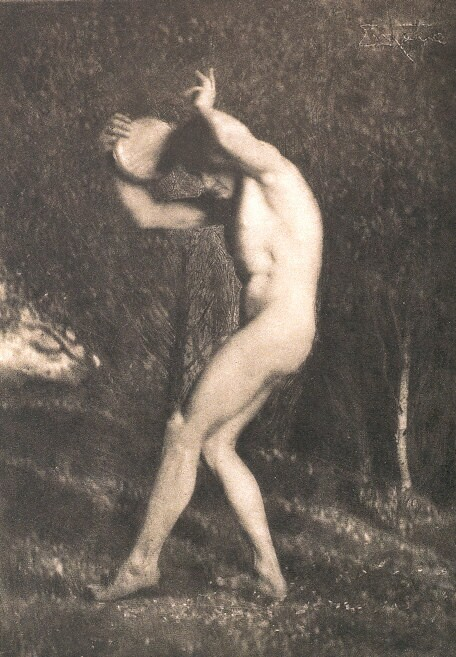
Männerakt von Frank Eugene

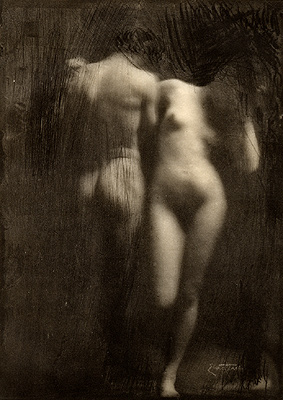
Frank Eugene: Adam und Eva, 1898, veröffentlicht in Camera Work Nr. 30, 1910

Im Jahr 1906 ließ sich Eugene endgültig in Deutschland nieder, weil er hier Anerkennung für seine Jugendstilmalerei fand; er nahm im selben Jahr die deutsche Staatsbürgerschaft an. Ab 1907 lehrte Eugene an der Lehr- und Versuchsanstalt für Fotografie in München und hielt Vorträge über die piktorialistische Fotografie. Im selben Jahr trafen Eugene, Stieglitz, Steichen und Heinrich Kühn zusammen, um eine Anpassung der deutschen Kunstfotografen an die amerikanischen Richtlinien zu erreichen. 1913 gründete er an der Akademie für Grafische Künste und Buchgewerbe in Leipzig den Lehrstuhl für künstlerische Fotografie und setzte dort seine Lehrtätigkeit fort. Dieser Lehrstuhl, der für Eugene eigens geschaffen wurde, war der erste seiner Art weltweit.
Frank Eugene starb 1936 in München an Herzversagen.

## Werk
International bekannt wurde Eugene durch seine in den Jahren von 1904 bis 1910 in der Fotozeitschrift Camera Work veröffentlichten Heliogravuren, bei denen er sich an dem romantisierenden Stil der Malerei orientierte. Eugene bearbeitete dazu seine fotografischen Negative mit einer Radiernadel und steigerte den grafischen Charakter des Abzuges. Er verlieh seinen Arbeiten gern einen sinnlichen Aspekt, der an Aktstudien erinnert. Bekannte Werke in dieser Manier sind Adam und Eva (1898) oder Das Pferd (1901).
Eugenes Werke sind in der Alfred Stieglitz Collection im Metropolitan Museum of Art, im Hamburger Museum für Kunst und Gewerbe und im Prenten-Kabinett der Leidener Rijks-Universität sowie in weiteren Museen zu sehen.